# Evippa schenkeli
Evippa schenkeli är en spindelart som beskrevs av Sternbergs 1979. Evippa schenkeli ingår i släktet Evippa och familjen vargspindlar.
Artens utbredningsområde är Turkmenistan. Inga underarter finns listade i Catalogue of Life.